# حمام روستای قرخلو
حمام روستای قرخلو مربوط به دوره قاجار است و در شهرستان تکاب، روستای قرجلو واقع شده و این اثر در تاریخ ۱۷ اسفند ۱۳۸۱ با شمارهٔ ثبت ۷۵۲۲ به‌عنوان یکی از آثار ملی ایران به ثبت رسیده است.